# Olympische Sommerspiele 1996/Teilnehmer (Guinea-Bissau)
| Gelbes Symbol für Goldmedaillen mit stilisierten Olympischen Ringen | Graues Symbol für Silbermedaillen mit stilisierten Olympischen Ringen | Braundes Symbol für Bronzemedaillen mit stilisierten Olympischen Ringen |
| ------------------------------------------------------------------- | --------------------------------------------------------------------- | ----------------------------------------------------------------------- |
| —                                                                   | —                                                                     | —                                                                       |

Guinea-Bissau nahm bei den Olympischen Sommerspielen 1996 in der US-amerikanischen Metropole Atlanta mit drei männlichen Sportlern in drei Wettbewerben in zwei Sportarten teil.
Es war die erste Teilnahme Guinea-Bissaus bei Olympischen Sommerspielen.

## Flaggenträger
Der Ringer Talata Embalo trug die Flagge Guinea-Bissaus während der Eröffnungsfeier am 19. Juli im Centennial Olympic Stadium.

## Teilnehmer
Jüngster Teilnehmer war der Leichtathlet Amarildo Almeida mit 20 Jahren und 134 Tagen, ältester der Ringer Talata Embalo mit 32 Jahren und 245 Tagen.
| Name             | Alter | Geschlecht | Sportart       | Resultat(e)                               |
| ---------------- | ----- | ---------- | -------------- | ----------------------------------------- |
| Amarildo Almeida | 20    | männlich   | Leichtathletik | Platz 8 im dritten Vorlauf über 100 Meter |
| Fernando Arlete  | 27    | männlich   | Leichtathletik | Platz 7 im dritten Vorlauf über 800 Meter |
| Talata Embalo    | 32    | männlich   | Ringen         | Platz 21 im Bantamgewicht Freistil        |